# Taekwondo under sommer-PL 2020
Taekwondo under Sommer-PL 2020 bliver spillet i Makuhari Messe i Tokyo. Konkurrencen varede fra den 2. til 5. september 2021.
Sommer-OL og de Paralympiske Lege 2020 blev udskudt til 2021, på grund af Coronaviruspandemien. Begivenheden bærer fortsat 2020-navnet og afholdes den fra 24. august til 5. september 2021.

## Kalender
| Køn     | Dag        | 1  | 2  | 3   |
| ------- | ---------- | -- | -- | --- |
| Mænd    | Vægtklasse | 61 | 75 | +75 |
| Mænd    | Deltagere  | 12 | 12 | 12  |
| Kvinder | Vægtklasse | 49 | 58 | +58 |
| Kvinder | Deltagere  | 12 | 11 | 12  |

| Disciplin↓/Dato → | 2. sep | 3. sep | 4. sep |
| ----------------- | ------ | ------ | ------ |
| Mændernes 61 kg   | F      |        |        |
| Mændernes 75 kg   |        | F      |        |
| Mændernes +75 kg  |        |        | F      |
| Kvindernes 49 kg  | F      |        |        |
| Kvindernes 58 kg  |        | F      |        |
| Kvindernes +58 kg |        |        | F      |

## Medaljeoversigt
| Rank            | NPC             | Guld | Sølv | Bronze | Total |
| --------------- | --------------- | ---- | ---- | ------ | ----- |
| 1               | Brasilien       | 1    | 1    | 1      | 3     |
| 2               | Iran            | 1    | 1    | 0      | 2     |
| 3               | Peru            | 1    | 0    | 0      | 1     |
| 3               | Usbekistan      | 1    | 0    | 0      | 1     |
| 3               | Danmark         | 1    | 0    | 0      | 1     |
| 3               | Mexico          | 1    | 0    | 0      | 1     |
| 7               | Storbritannien  | 0    | 1    | 1      | 2     |
| 7               | Tyrkiet         | 0    | 1    | 1      | 2     |
| 9               | Kroatien        | 0    | 1    | 0      | 1     |
| 9               | Egypten         | 0    | 1    | 0      | 1     |
| 11              | RPC             | 0    | 0    | 3      | 3     |
| 12              | Australien      | 0    | 0    | 1      | 1     |
| 12              | USA             | 0    | 0    | 1      | 1     |
| 12              | Kina            | 0    | 0    | 1      | 1     |
| 12              | Argentina       | 0    | 0    | 1      | 1     |
| 12              | Thailand        | 0    | 0    | 1      | 1     |
| 12              | Sydkorea        | 0    | 0    | 1      | 1     |
| Total (17 NPCs) | Total (17 NPCs) | 6    | 6    | 12     | 24    |

## Medaljetagere
| Event             | Guld                          | Sølv                        | Bronze                            |
| ----------------- | ----------------------------- | --------------------------- | --------------------------------- |
| Mændenes 61 kg    | Nathan Torquato · Brasilien   | Mohamed El-Zayat · Egypten  | Mahmut Bozteke · Tyrkiet          |
| Mændenes 61 kg    | Nathan Torquato · Brasilien   | Mohamed El-Zayat · Egypten  | Daniil Sidorov · RPC              |
| Mændenes 75 kg    | Juan García · Mexico          | Mehdi Pourrahnama · Iran    | Joo Jeong-hun · Sydkorea          |
| Mændenes 75 kg    | Juan García · Mexico          | Mehdi Pourrahnama · Iran    | Juan Samorano · Argentina         |
| Mændenes +75 kg   | Asghar Aziziaghdam · Iran     | Ivan Mikulić · Kroatien     | Evan Medell · USA                 |
| Mændenes +75 kg   | Asghar Aziziaghdam · Iran     | Ivan Mikulić · Kroatien     | Zainutdin Ataev · RPC             |
| Kvindernes 49 kg  | Leonor Espinoza · Peru        | Meryem Çavdar · Tyrkiet     | Khwansuda Phuangkitcha · Thailand |
| Kvindernes 49 kg  | Leonor Espinoza · Peru        | Meryem Çavdar · Tyrkiet     | Anna Poddubskaia · RPC            |
| Kvindernes 58 kg  | Lisa Gjessing · Danmark       | Beth Munro · Storbritannien | Silvana Fernandes · Brasilien     |
| Kvindernes 58 kg  | Lisa Gjessing · Danmark       | Beth Munro · Storbritannien | Li Yujie · Kina                   |
| Kvindernes +58 kg | Guljonoy Naimova · Usbekistan | Débora Menezes · Brasilien  | Amy Truesdale · Storbritannien    |
| Kvindernes +58 kg | Guljonoy Naimova · Usbekistan | Débora Menezes · Brasilien  | Janine Watson · Australien        |